# لیست خرید قاتل
لیست خرید قاتل (انگلیسی: The Killer's Shopping List; کره‌ای: 살인자의 쇼핑목록) یک مجموعه تلویزیونی کره جنوبی سال ۲۰۲۲ با بازی لی کوانگ-سو، کیم سول هیون و جین هی کیونگ است. این مجموعه از ۲۷ آوریل تا ۱۹ مه ۲۰۲۲، روزهای چهارشنبه و پنجشنبه ساعت ۲۲:۳۰ (کی‌اس‌تی) از تی‌وی‌ان برای ۸ قسمت پخش شد. قرار است که یک اسپین‌آف ۸ قسمتی برای این مجموعه در سال ۲۰۲۳ پخش شود.

## بازیگران

### اصلی
- لی کوانگ-سو در نقش آن ده سونگ[۷]
- کیم سول هیون در نقش دو آه هی[۷]
- جین هی کیونگ در نقش جونگ میونگ سوک[۷]

## اسپین‌آف
یک اسپین‌آف ۸ قسمتی برای این مجموعه به نام مرکز خرید قاتل (کره‌ای: 살인자의 쇼핑몰; لاتین‌نویسی اصلاح‌شده: Sarinjaui Syopingmol) با بازی لی دونگ-ووک و کیم هه-جون در نقش‌های اصلی در نظر گرفته شده و برای پخش در سال ۲۰۲۳ برنامه‌ریزی شده‌است.